# Tecoanapa
Tecoanapa è un comune del Messico, situato nello stato di Guerrero.